# Величковский, Николай Иванович
Никола́й Ива́нович Величко́вский (укр. Микола Іванович Величківський; 1 февраля 1882, Житомир, Волынская губерния, Российская империя — 1 июля 1976, Эрвингтон, Нью-Джерси, США) — украинский экономист, профессор Киевского политехнического института. После начала Великой Отечественной войны возглавил на оккупированных территориях Украинский национальный совет, сотрудничавший с ОУН А. Мельника. Возглавил также созданный в оккупированном Киеве институт экономики и статистики. В 1942 УНС был запрещён и Величковский переехал на Западную Украину (дистрикт Галиция), позднее эмигрировал в США.
В 1944 году возглавил Всеукраинский национальный совет, его заместителями были назначены митрополит Андрей Шептицкий и Августин Штефан. ВУНС должен был объединить украинских нацистов и коллаборационистов, однако с ним конкурировали Украинский Главный Освободительный Совет (УГОС, сторонники Степана Бандеры) во главе с Кириллом Осьмаком и действовавший при покровительстве нацистов Украинский национальный комитет во главе с Павлом Шандруком, и создать политический центр не удалось.
В послевоенный период, несмотря на свои прошлые связи с фракцией Мельника, сблизился с фракцией С. Бандеры, публиковался в «бандеровском» издании «Визвольний шлях».

## Сочинения
- Величківський Микола. Сумні часи німецької окупації (1941—1944 року) // Визвольний шлях. — Част. 12. — № 3. — Лондон, 1965.